# フレデリック・コーナー
フレデリック・コーナー（Frederick Kohner, 1905年9月25日 - 1986年7月7日）は、ボヘミア出身の脚本家・小説家である。コメディ作品を中心にドイツやアメリカの映画で脚本を担当したほか、小説家としては自分の娘をモデルとした主人公「ギジェット」が登場する小説『Gidget, The Little Girl With Big Ideas』で知られる。渡米前の名はフリードリヒ(Friedrich)であり、この名や愛称のフリッツ(Fritz)、またフレデリックの愛称であるフレッド(Fred)の名で紹介されることもある。

## 生涯
1905年、オーストリア＝ハンガリー帝国治下にあったボヘミアの温泉町テプリッツ・シェーナウ（後のチェコ共和国テプリツェ）のユダヤ人家庭に生まれる。父はヨーロッパでも最初期の映画業界紙を創刊した人物で、映画館も運営していた。また兄はカール・レムリに気に入られユニバーサル・ピクチャーズで職を得るなど、一家の映画との関わりは強かった。コーナーもウィーンとパリで学んだ後、映画を扱った論文で博士号を得た。
成年後はプラハやベルリンで映画記者として働き、1929年にはドイツ紙の映画関係を扱う特派員としてハリウッドに滞在した。この間ルイス・マイルストンの反戦映画『西部戦線異状なし』にエキストラとして出演している。
1930年、コーナーはベルリンに戻ると、本格的に映画制作にかかわるようになった。若き日のビリー・ワイルダーが脚本を務めたコメディ『Seitensprünge』(1931)では、監督のスティーヴ・セクリーの補佐を務めた。1932年から1933年にかけては、ユニバーサル・ピクチャーズのプロデューサーとなっていた兄のポール・コーナーが制作した映画で脚本を他の作家と共作した。
しかしナチが台頭すると、ユダヤ人のコーナーがドイツの映画界で公然と活動するのは徐々に困難となっていった。同じ境遇にあった映画監督のロバート・シオドマクが、コーナーも制作に関わった『Brennendes Geheimnis』を最後にドイツを去り、パリで『不景気さよなら』(1934)の制作を始めると、コーナーも脚本家として制作に加わった。1935年にはクヌート・ハムスンの小説を原作とする映画『Viktoria』の脚本を担当したが、クレジットには名前が載らなかった。
このような状況からコーナーは妻と娘とともにドイツを去り、1936年、アメリカに移った。ハリウッドではアメリカ風にフレデリックと名を改め、兄の助力で映画の仕事を得た。ディアナ・ダービン主演のミュージカル・コメディ映画『アヴェ・マリア』(1938)ではコーナーは原案を担当し、翌年のアカデミー賞では原案賞にノミネートされた。1941年にはロレッタ・ヤング・コンラート・ファイト主演の『嘆きの白薔薇』の脚本を手がけた。このころ、次女のキャシーが生まれた。
1954年、コーナーは一時ドイツに戻り、西ドイツ映画の脚本を書いた。ペーター・アレグザンダー、カテリーナ・ヴァレンテらの出演で制作された1955年の『Liebe, Tanz und 1000 Schlager』では、コーナーは原案を担当した。
1957年には最初の小説『Gidget, the Little Girl with Big Ideas』を出版した。この作品は娘のキャシーの実体験に触発されたコーナーが、1950年代末のマリブを舞台に、浜辺でサーフィンに興じる十代の若者たちを描いたもので、コーナー最大の成功作となった。小説を原作とした映画やテレビシリーズも制作され、コーナーも脚本や監修の形で関わった。1967年には『Kiki of Montparnasse』を発表した。

## 映画
- 1932: Die Wasserteufel von Hieflau
- 1932: Ein Lied, ein Kuß, ein Mädel
- 1933: SOS Eisberg
- 1933: Brennendes Geheimnis
- 1934: 不景気さよなら La crise est finie
- 1935: Viktoria（クレジットなし）
- 1936: 鐘の音 Sins of Man
- 1941: 嘆きの白薔薇 The Men in Her Life
- 1943: Tahiti Honey
- 1944: The Lady and the Monster
- 1948: Three Daring Daughters
- 1951: Atoll K
- 1951: Hollywood Story
- 1955: Stern von Rio
- 1956: Studentin Helen Willfüer
- 1961: ヤング・ハワイ Gidget Goes Hawaiian

## 日本語訳された書籍
- 『夏の終り』（斎藤正直訳、秋元書房） 1959
- 『ウエディング・ゲーム』（伊藤典夫訳、文化出版局、愛のシリーズ） 1976